# Tepe epiglotal sonoro
Um tepe ou flepe epiglótico ou faríngeal expresso.
Não existe um símbolo dedicado para este som no AFI, mas pode ser transcrito adicionando um diacrítico "extra curto" ao símbolo da parada, ⟨ʡ̆⟩.

## Características
- Sua forma de articulação é tepe ou flepe , o que significa que é produzida com uma única contração dos músculos de forma que um articulador (geralmente a língua) é lançado contra outro.
- Seu local de articulação é epiglótica, o que significa que está articulado com as pregas ariepiglóticas contra a epiglote. Sua fonação é sonora, o que significa que as cordas vocais vibram durante a articulação.
- É uma consoante oral, o que significa que o ar só pode escapar pela boca.
- É uma consoante central, o que significa que é produzida direcionando o fluxo de ar ao longo do centro da língua, em vez de para os lados.
- O mecanismo da corrente de ar é pulmonar, o que significa que é articulado empurrando o ar apenas com os pulmões e o diafragma, como na maioria dos sons.[2]

## Ocorrência
Não é conhecido por existir como fonema em qualquer idioma. No entanto, ele existe como o alofone expresso intervocálico da parada epiglotal de outra forma surda /ʡ/ de Dahalo e talvez de outras línguas. Também pode existir no árabe iraquiano, onde a consoante 'ayn é muito curta para ser uma parada epiglótica, mas tem uma explosão grande demais para ser uma fricativa ou aproximante.
| Língua | Língua | Palavra  | IPA      | Significado | Notas                                                                                         |
| ------ | ------ | -------- | -------- | ----------- | --------------------------------------------------------------------------------------------- |
| Dahalo | Dahalo | [nd̠oːʡ̆o] | [nd̠oːʡ̆o] | 'lama'      | Alofone intervocálico da parada epiglótica sem voz /ʡ/, pode ser um aproximante em vez disso. |